# IV liga polska w piłce siatkowej mężczyzn (2020/2021)
IV liga polska w piłce siatkowej mężczyzn 2020/2021 – rozgrywki piątej w hierarchii, ostatniej ligi - po PLS (PlusLidze i Tauron 1. Lidze), II lidze i III lidze - klasy męskich ligowych rozgrywek siatkarskich w Polsce. Rywalizacja w niej toczy się systemem ligowym oraz w niektórych województwach później systemem play-off - o awans do III ligi. Za jej prowadzenie odpowiadają Wojewódzkie Związki Piłki Siatkowej. Rozgrywki na tym szczeblu prowadzone są tylko w wybranych województwach. Najlepsza drużyna bądź drużyny każdego z województw awansują do III ligi. Jest to najniższy męski siatkarski poziom ligowy w Polsce.

## Małopolski ZPS

### Etap 1
| Lp. | Zespół                   | Mecze | Pkt | Sety + | Sety - | pkt + | pkt - |
| --- | ------------------------ | ----- | --- | ------ | ------ | ----- | ----- |
| 1   | GRÓD CZOP PODEGRODZIE II | 6     | 18  | 18     | 2      | 495   | 398   |
| 2   | SOKÓŁ Gumniska Tarnów    | 6     | 15  | 16     | 4      | 483   | 384   |
| 3   | MKS RYGLICE              | 6     | 11  | 12     | 9      | 465   | 460   |
| 4   | VOLLEYTEAM LO GROMNIK    | 6     | 7   | 10     | 14     | 525   | 546   |
| 5   | KS GORCE NOWY TARG       | 6     | 7   | 9      | 13     | 467   | 512   |
| 6   | ISKIERKA TARNÓW          | 6     | 4   | 7      | 15     | 466   | 515   |
| 7   | Orzeł Ciężkowice         | 6     | 1   | 3      | 18     | 420   | 506   |

### Etap 2

#### Grupa 1
| Lp. | Zespół                | Mecze | Pkt | Sety + | Sety - | pkt + | pkt - |
| --- | --------------------- | ----- | --- | ------ | ------ | ----- | ----- |
| 1   | SOKÓŁ Gumniska Tarnów | 8     | 20  | 23     | 10     | 760   | 673   |
| 2   | VOLLEYTEAM LO GROMNIK | 8     | 15  | 17     | 13     | 664   | 656   |
| 3   | LKS BOBOWA            | 8     | 12  | 16     | 15     | 685   | 674   |
| 4   | MKS RYGLICE           | 8     | 8   | 13     | 20     | 696   | 732   |
| 5   | Orzeł Ciężkowice      | 8     | 5   | 10     | 21     | 649   | 719   |

#### Grupa 2
| Lp. | Zespół                    | Mecze | Pkt | Sety + | Sety - | pkt + | pkt - |
| --- | ------------------------- | ----- | --- | ------ | ------ | ----- | ----- |
| 1   | UMKS KĘCZANIN Kęty III    | 8     | 22  | 23     | 6      | 692   | 465   |
| 2   | ISKIERKA TARNÓW           | 8     | 14  | 18     | 13     | 699   | 595   |
| 3   | KS GORCE NOWY TARG        | 8     | 13  | 16     | 13     | 618   | 562   |
| 4   | KS Zawisza Sulechów Młp   | 8     | 6   | 11     | 21     | 602   | 647   |
| 5   | UKS Sparta AGH Kraków III | 8     | 5   | 6      | 21     | 297   | 639   |

### Etap 3 (o awans doIII ligi)
| Lp. | Zespół                 | Mecze | Pkt | Sety + | Sety - | pkt + | pkt - |
| --- | ---------------------- | ----- | --- | ------ | ------ | ----- | ----- |
| 1   | UMKS KĘCZANIN Kęty III | 6     | 13  | 16     | 10     | 578   | 538   |
| 2   | SOKÓŁ Gumniska Tarnów  | 6     | 12  | 16     | 9      | 576   | 523   |
| 3   | VOLLEYTEAM LO GROMNIK  | 6     | 7   | 10     | 15     | 511   | 557   |
| 4   | ISKIERKA TARNÓW        | 6     | 4   | 8      | 16     | 528   | 575   |

## Mazowiecko-Warszawski ZPS

### Runda zasadnicza

#### Grupa 1
| Lp. | Zespół                            | Mecze | Pkt | Zw. | Sety + | Sety - | pkt + | pkt - |
| --- | --------------------------------- | ----- | --- | --- | ------ | ------ | ----- | ----- |
| 1   | Bór Regut                         | 18    | 46  | 16  | 50     | 14     | 1497  | 1138  |
| 2   | SPS Radmot Jedlińsk               | 18    | 40  | 14  | 44     | 23     | 1544  | 1372  |
| 3   | KS Grom Przytyk                   | 18    | 37  | 13  | 45     | 25     | 1621  | 1465  |
| 4   | UKS Olimpijczyk 2008 Mszczonów    | 18    | 33  | 12  | 40     | 28     | 1520  | 1471  |
| 5   | SPS Konstancin Jeziorna           | 18    | 33  | 9   | 40     | 32     | 1623  | 1574  |
| 6   | Volley SKK Belsk Duży             | 18    | 25  | 8   | 32     | 35     | 1451  | 1468  |
| 7   | UKS Sparta Grodzisk Mazowiecki II | 18    | 22  | 7   | 30     | 37     | 1390  | 1481  |
| 8   | Promotor Gózd                     | 18    | 16  | 5   | 22     | 40     | 1298  | 1465  |
| 9   | GKS YABU Sadownik Błędów          | 18    | 12  | 4   | 18     | 46     | 1299  | 1536  |
| 10  | GKS Jastrzębia                    | 18    | 6   | 2   | 10     | 51     | 1229  | 1502  |

#### Grupa 2
| Lp. | Zespół                 | Mecze | Pkt | Zw. | Sety + | Sety - | pkt + | pkt - |
| --- | ---------------------- | ----- | --- | --- | ------ | ------ | ----- | ----- |
| 1   | SPS Volley Ostrołęka   | 16    | 41  | 14  | 43     | 12     | 1323  | 1109  |
| 2   | KS Huragan Wołomin     | 16    | 38  | 13  | 45     | 23     | 1582  | 1384  |
| 3   | KPS Siedlce II         | 16    | 34  | 11  | 39     | 21     | 1394  | 1244  |
| 4   | KS Halinów             | 16    | 29  | 10  | 37     | 28     | 1465  | 1360  |
| 5   | KPS Płock              | 16    | 27  | 9   | 35     | 32     | 1502  | 1478  |
| 6   | MUKS Tie-Break Piastów | 16    | 18  | 6   | 26     | 35     | 1309  | 1365  |
| 7   | Olymp Błonie           | 16    | 13  | 4   | 21     | 39     | 1207  | 1390  |
| 8   | KS Siatkarz Ząbki      | 16    | 10  | 3   | 20     | 44     | 1319  | 1515  |
| 9   | SPS GOSiR Mrozy        | 16    | 6   | 2   | 13     | 45     | 1120  | 1376  |

### Runda play-off
| Lp. | Zespół                         | Mecze | Pkt | Zw. | Sety + | Sety - | pkt + | pkt - | adnotacje                                                                          |
| --- | ------------------------------ | ----- | --- | --- | ------ | ------ | ----- | ----- | ---------------------------------------------------------------------------------- |
| 1   | SPS Volley Ostrołęka           | 5     | 11  | 4   | 14     | 8      | 484   | 430   |                                                                                    |
| 2   | Bór Regut                      | 5     | 10  | 4   | 13     | 7      | 474   | 440   |                                                                                    |
| 3   | KS Huragan Wołomin             | 5     | 9   | 3   | 11     | 10     | 469   | 453   | decyzją PZPS drużyna zostanie dopuszczona w przyszłym sezonie do rozgrywek II ligi |
| 4   | KPS Siedlce II                 | 5     | 8   | 2   | 12     | 12     | 510   | 515   |                                                                                    |
| 5   | SPS Radmot Jedlińsk            | 2     | 2   | 1   | 4      | 5      | 206   | 194   |                                                                                    |
| 6   | KS Grom Przytyk                | 2     | 1   | 0   | 3      | 6      | 182   | 206   |                                                                                    |
| 7   | KS Halinów                     | 2     | 1   | 0   | 2      | 6      | 177   | 203   |                                                                                    |
| 8   | UKS Olimpijczyk 2008 Mszczonów | 2     | 0   | 0   | 1      | 6      | 114   | 175   |                                                                                    |

     awans do III ligi

## Podkarpacki ZPS
| Lp. | Zespół                        | Mecze | Pkt | Sety + | Sety - | pkt + | pkt - |
| --- | ----------------------------- | ----- | --- | ------ | ------ | ----- | ----- |
| 1   | AKS V LO Rzeszów II           | 10    | 25  | 27     | 10     | 874   | 761   |
| 2   | SST Sportur Gmina Łańcut      | 10    | 24  | 26     | 12     | 892   | 782   |
| 3   | TKS Żagiel Radymno            | 10    | 18  | 24     | 17     | 921   | 877   |
| 4   | SST Lubcza Racławówka II      | 10    | 14  | 20     | 20     | 890   | 856   |
| 5   | KU AZS Uniwersytet Rzeszowski | 10    | 9   | 14     | 24     | 758   | 884   |
| 6   | TKF ITS Anilana Rakszawa II   | 10    | 0   | 2      | 30     | 627   | 802   |

     awans do III ligi

## Śląski ZPS

### Runda zasadnicza
| Miejsce | Zespół                                  | Mecze | Pkt | Zw. | Sety + | Sety - | pkt + | pkt - |
| ------- | --------------------------------------- | ----- | --- | --- | ------ | ------ | ----- | ----- |
| 1       | Akademia Talentów Jastrzębski Węgiel II | 10    | 29  | 10  | 30     | 3      | 818   | 648   |
| 2       | Stowarzyszenie Volley Dąbrowa Górnicza  | 10    | 20  | 6   | 22     | 17     | 897   | 825   |
| 3       | BBTS Włókniarz Bielsko-Biała            | 10    | 13  | 5   | 17     | 20     | 821   | 844   |
| 4       | GKS GieKSa Katowice                     | 10    | 12  | 4   | 18     | 23     | 845   | 927   |
| 5       | VitaSUN MKS BĘDZIN S.A. II              | 10    | 9   | 2   | 16     | 28     | 886   | 943   |
| 6       | UKS Jedynka Jaworzno II                 | 10    | 7   | 3   | 15     | 27     | 876   | 956   |

### Runda play-off

#### O miejsca 1-4
| Drużyna 1                               | Stan rywalizacji | Drużyna 2                              |
| --------------------------------------- | ---------------- | -------------------------------------- |
| Akademia Talentów Jastrzębski Węgiel II | 2-0              | GKS GieKSa Katowice                    |
| BBTS Włókniarz Bielsko-Biała            | 2-0              | Stowarzyszenie Volley Dąbrowa Górnicza |

#### O miejsca 3-4
| Drużyna 1           | Stan rywalizacji | Drużyna 2                              |
| ------------------- | ---------------- | -------------------------------------- |
| GKS GieKSa Katowice | 0-1              | Stowarzyszenie Volley Dąbrowa Górnicza |

#### O miejsca 1-2
| Drużyna 1                               | Stan rywalizacji | Drużyna 2                    |
| --------------------------------------- | ---------------- | ---------------------------- |
| Akademia Talentów Jastrzębski Węgiel II | 1-0              | BBTS Włókniarz Bielsko-Biała |

### Klasyfikacja po rundzie play-off
| L.p | Drużyna                                 |
| --- | --------------------------------------- |
| 1   | Akademia Talentów Jastrzębski Węgiel II |
| 2   | BBTS Włókniarz Bielsko-Biała            |
| 3   | Stowarzyszenie Volley Dąbrowa Górnicza  |
| 4   | GKS GieKSa Katowice                     |

     awans do III ligi

## Świętokrzyski ZPS

### Runda zasadnicza

#### Grupa 1
| Lp. | Zespół                    | Mecze | Pkt | Zw. | Sety + | Sety - | pkt + | pkt - |
| --- | ------------------------- | ----- | --- | --- | ------ | ------ | ----- | ----- |
| 1   | Forum Skarżysko-Kamienna  | 8     | 19  | 6   | 22     | 10     | 722   | 610   |
| 2   | LKS Sparta Zagnańsk       | 8     | 16  | 5   | 20     | 15     | 824   | 776   |
| 3   | MKS Orlicz Suchedniów     | 8     | 15  | 5   | 17     | 12     | 665   | 661   |
| 4   | LUKS Start Dobromierz     | 8     | 6   | 2   | 9      | 20     | 616   | 684   |
| 5   | MultiTeam Tompawex Bilcza | 8     | 4   | 2   | 11     | 22     | 675   | 771   |

#### Grupa 2
| Lp. | Zespół                           | Mecze | Pkt | Zw. | Sety + | Sety - | pkt + | pkt - |
| --- | -------------------------------- | ----- | --- | --- | ------ | ------ | ----- | ----- |
| 1   | MSS Masłów                       | 8     | 17  | 5   | 19     | 10     | 651   | 585   |
| 2   | GKS Volley Pawłów                | 8     | 16  | 6   | 20     | 11     | 691   | 650   |
| 3   | ULKS Chobrzany                   | 8     | 15  | 5   | 19     | 15     | 757   | 694   |
| 4   | SMS Gump Ostrowiec Świętokrzyski | 8     | 8   | 3   | 10     | 18     | 563   | 591   |
| 5   | GKS Góral Górno                  | 8     | 4   | 1   | 9      | 23     | 594   | 736   |

### Klasyfikacja po rundzie play-off
| L.p | Drużyna                          |
| --- | -------------------------------- |
| 1   | Forum Skarżysko-Kamienna         |
| 2   | MSS Masłów                       |
| 3   | LKS Sparta Zagnańsk              |
| 4   | GKS Volley Pawłów                |
| 5   | ?                                |
| 6   | ?                                |
| 7   | LUKS Start Dobromierz            |
| 8   | SMS Gump Ostrowiec Świętokrzyski |
| 9   | MultiTeam Tompawex Bilcza        |
| 10  | GKS Góral Górno                  |

     awans do III ligi
źródło: oficjalne strony Wojewódzkich Związków Piłki Siatkowej